# برخيل
قرية برخيل هي إحدى القرى التابعة لمركز البلينا بمحافظة سوهاج في جمهورية مصر العربية. حسب إحصاءات سنة 2006، بلغ إجمالي السكان في برخيل 21443 نسمة، منهم 10071 رجل و11372 امرأة.